# Копра
Копра (от малайски kopra, കൊപ്ര) се нарича месестата част, ядката на кокосовия орех. Тя е източникът на кокосово мляко и кокосово масло, а когато се изсуши може да се настърже на кокосови стърготини.
Слоят копра е на цвят бял или жълтеникав, 6 – 12 mm дебелина. От един орех може да се получи от 80 до 500 g копра. Тя съдържа средно 5,8% вода, 67% мазнини, 16,5% въглехидрати, 8,9% белтъчини. Извличаното от копрата масло, посредством стъргане и варенето ѝ в кипяща вода, се използва като мазнина в кулинарията, като техническа смазка, в производството на глицерин, сапун и напалм.

## Добив
Добивът на копра – чупенето и беленето на орехите, и сушенето на ядките се осъществява в самите кокосови плантации. Най-големият производител в света са Филипините. Това е и единствената страна в света, където кокосовото масло е основната мазнина за готвене. Други големи производители са Папуа Нова Гвинея и Соломоновите острови. Южноиндийският щат Карнатака също е известен производител на копра.
Дърветата в плантациите се садят на 9 m едно от друго, с максимална гъстота от 160 дървета на хектар. Средният годишен добив от едно дърво е 50 – 80 ореха. Цената на килограм копра (1 kg се получава от 8 ореха) е 0,20$ (1999), което прави печалба от около 1600$ на хектар.

## Интересни факти
- Копрата се използва като хранителна добавка за коне, поради високото си съдържание на протеини.
- Обявена е от ИКАО за опасна за транспортиране стока поради лесното ѝ самовъзпламеняване.[2] Без изричното писмено разрешение на национална държавна агенция превозът ѝ със самолети е забранен.
- Търговията с копра през 19. век е вдъхновила Робърт Луис Стивънсън да напише новелата „The Beach of Falesá“ (1892), основана на личните му изживявания в Самоа.[3] Новелата е издадена на български със заглавието „Брегът на Фалеса“ (изд. „Изток-Запад“, 2014).[4]